# Ёсинкан
«Ёсинкан Айкидо» (яп. 養神館, название состоит из трёх иероглифов: Ё (яп. 養) — «взращивать или развивать», СИН (神) — «дух», КАН (館) — «дом». Это сочетание иероглифов можно перевести как «Дом развития духа») — стиль айкидо (яп. 合気道), основанный японским мастером Годзо Сиодой (1915—1994).

## История основания и развития
Годзо Сиода был лучшим учеником основателя айкидо Морихэя Уэсибы, но отделился от него и основал вместе с Киёюки Тэрада собственную школу в 1955 году. В послевоенный период айкидо учителя Уэсибы из боевого искусства все больше превращалось в способ укрепления духовного и физического здоровья. Годзо Сиода совместно с Киёюки Тэрада возродил тот интенсивный стиль тренировок, характерный для раннего айкидзюцу и создал технику, отличающуюся жесткостью и эффективностью.
В 1952 году Годзо Сиода и Киёюки Тэрада провёл семинары по айкидо в компании Nippon Kokan и в 85 полицейских подразделениях. В 1955 году Киёюки Тэрада проводил обучение айкидо для полицейского управления Йокогамы и для американских военнослужащих на военной базе Кэмп Дрейк (англ. Camp Drake) в Сайтаме.
В 1954 году состоялся всеяпонский фестиваль боевых искусств, где школа Ёсинкан получила высшую награду среди сотни участвовавших, что очень укрепило её репутацию.
До 1961 года Киёюки Тэрада был главой (яп. 道場長 до: дзё-тё:?) Хомбу додзё Ёсинкан. В дальнейшем он занимал пост президента Всеяпонской организации Ёсинкан и президента организации айкидо Ёсинкан Сэйсэйкай, ему было присвоено звание Главного советника (яп. 最高顧問 сайко: комон?) по Ёсинкан айкидо.
В 1961 году мастеру Годзо Сиоде был присвоен 9-й дан айкидо из рук Морихэя Уэсибы.
В 1963 году Ёсинкан айкидо начинают преподавать в японской полиции.
В 1984 году Международная федерация боевых искусств присвоила Годзо Сиоде 10-й дан и звание Мэйдзин (яп. 名人 мэйдзин, «Великий мастер») в знак признания его заслуг в деле развития айкидо.
В 1990 году сформирована Международная федерация Ёсинкан айкидо (IYAF).
В январе 2008 года Киёюки Тэраде, в знак признания его выдающихся заслуг, был присвоен 10-й дан Ёсинкан айкидо новой организацией Aikido Yoshinkan Foundation (AYF).
В настоящее время школа Ёсинкан является одной из трёх основных школ айкидо в Японии. Национальные федерации айкидо Ёсинкан существуют во многих странах мира.
Практически, единственный стиль боевого искусства, основанный преимущественно не на атакующих, а на защитных техниках. По этой причине по Ёсинкан айкидо не проводятся соревнования, даже несмотря на то, что сам Годзо Сиода до изучения айкидо практиковал дзюдо.

## Основные принципы
Ёсинкан иногда называют «жёстким» стилем Айкидо. Но это скорее относится к стилю и методам обучения. На самом деле школа следует старому пути традиций Дайто-Рю, а её техника наиболее эффективна в прикладном отношении.
Также Ёсинкан отличается от Айкидо Айкикай наличием простой и эффективной методики обучения, которая основана на наборе базовых движений. Эта методика позволяет обучающемуся приобретать правильные двигательные навыки ещё до начала отработки специфических приемов Айкидо, а инструктору — выявлять ошибки ученика на начальных этапах.
Именно методики школы Ёсинкан позволяют любому человеку, при условии постоянных тренировок, освоить технику Айкидо. В Айкидо Ёсинкан есть Атэми (удары по жизненно важным точкам)

## Техника Ёсинкан айкидо
Техника Ёсинкан айкидо основана на шести базовых движениях — «кихон доса», непрерывная отработка которых позволяет приобрести необходимое для любых боевых искусств ощущение центральной линии, а также научиться правильно перемещать свой центр тяжести. В дальнейшем все приемы включают в себя различные элементы «кихон доса», поэтому от того, насколько ученик правильно выполняет базовые перемещения, зависит правильность исполнения им техник айкидо и их эффективность.
На начальном этапе приёмы выполняются по разделениям, что дает возможность ученику непрерывно контролировать собственную устойчивость, а инструктору позволяет оценить насколько правильно понимают техники обучающиеся и указать своевременно на их ошибки. На дальнейших этапах обучения ученикам разрешается выполнять техники в своем темпе, добиваясь характерной для айкидо плавности исполнения.

## Айкидо Ёсинкан сегодня
В 1989 году Годзо Сиода начал работу по созданию Международной федерации Ёсинкан Айкидо (IYAF). К 1990 году IYAF была полностью сформирована. В настоящее время Ёсинкан имеет более 100 додзё по всей Японии и является одной из трёх основных школ айкидо в стране, оно преподаётся во многих образовательных учреждениях, в ряде подразделений полиции и армии. Существует также большое количество национальных федераций айкидо Ёсинкан во многих странах мира.
В 1991 году в результате внутреннего диспута глава ассоциации Ёсинкан Айкидо Северной Америки (AYANA), Такаси Кусида, ведущий инструктор школы Ёсинкан и бывший ути-дэси Годзо Сиоды, вышел из IYAF и преобразовал AYANA в самостоятельную организацию «ассоциация Ёсёкай Айкидо Северной Америки», сохранив прежнюю аббревиатуру.
В 2007 году второй кантё Ёсинкан Кёити Иноуэ ушёл в отставку (позже, в 2009 году он стал главой новой школы айкидо Синвакан).
В 2008 году новый руководитель школы Ёсинкан айкидо Ясухиса Сиода преобразовал IYAF в Aikido Yoshinkan Foundation (AYF), после чего от неё отделилась новая школа айкидо Рэнсинкай, во главе которой встал Цутому Тида, ученик Годзо Сиоды и бывший главный инструктор Хомбу додзё Ёсинкан.
Один из ведущих последователей и популяризатором Ёсинкан Айкидо в мире является Жак Пайе, который является учеником Годзо Сиоды.